# Comuna Palciîkî, Bahmaci
Palciîkî (în ucraineană Пальчики) este o comună în raionul Bahmaci, regiunea Cernihiv, Ucraina, formată din satele Palciîkî (reședința) și Vesele.

## Demografie
Componența lingvistică a comunei Palciîkî
     Ucraineană (99,24%)
     Alte limbi (0,76%)
Conform recensământului din 2001, majoritatea populației comunei Palciîkî era vorbitoare de ucraineană (99,24%), existând în minoritate și vorbitori de alte limbi.